# Araucaria angustifolia
La Araucaria angustifolia (también denominada pino del Paraná, pino misionero, araucaria brasileña,  o curí) es una especie arbórea perteneciente a la familia Araucariaceae. Aunque los nombres comunes en varios idiomas se refieren a la especie como "pino", no pertenece al género Pinus.

## Distribución y hábitat
La distribución prehistórica de A. angustifolia en períodos geológicos anteriores fue muy diferente a la actual. Se han hallado fósiles en el noreste de Brasil que demuestran que su origen se remonta a principios del período Jurásico, hace 200 millones de años, cuando los continentes americano y africano se encontraban unidos. Su expansión hacia el sur es reciente, ocurriendo durante el Pleistoceno tardío y el Holoceno temprano, posiblemente como consecuencia del cambio climático y las migraciones a través de los cursos de los ríos.
Hasta casi inicios del siglo XX casi la totalidad de la región misionera de La Guayrá (actual estado de brasileño de Paraná) estaba cubierto por bosques de araucarias, así como gran parte de Santa Catarina, el tercio norte del estado de Río Grande del Sur y una importante franja meridional del estado de São Paulo. Al oeste, una parte importante de la región de Misiones también poseía densos bosques de araucarias.
Actualmente se encuentra distribuida por los estados al sur y sudeste de Brasil y en la provincia argentina de Misiones, aunque también existe una pequeña población en Paraguay, en el departamento de Alto Paraná y se da espontáneamente en la Sierra de Ríos, en el noreste de Uruguay.
Aunque la A. angustifolia prefiere suelos profundos y bien drenados, ligeramente ácidos, tolerará casi cualquier tipo de suelo, siempre que el drenaje sea bueno. Requiere un clima subtropical con abundantes precipitaciones, tolerando una humedad atmosférica muy alta y heladas ocasionales. Es un árbol ornamental muy popular en áreas subtropicales, debido al efecto inusual de sus gruesas ramas, con una apariencia reptiliana y muy simétrica. Ha sido introducida artificialmente, entre otros lugares, en el sur de Bahía, Chile, Sudáfrica, Australia, Kenia, Madagascar, España, Portugal y Zimbabue, con comportamientos variables.

## Características generales
La araucaria es una conífera perennifolia y relativamente longeva, pues su vida abarca un promedio de 200 a 300 años, y puede alcanzar hasta 500 años. Su forma es inconfundible, con un tronco columnar que puede alcanzar los 50 m de altura y 2,5 m de diámetro, con una corteza áspera y persistente de 15 cm de espesor, que soporta una copa de simetría radial con forma de candelabro o paraguas. Cuando son jóvenes, los árboles tienen una copa cónica. Sin embargo, generalmente no alcanza dimensiones tan imponentes, con una altura que varía de 10 a 35 m y un diámetro del tronco que oscila entre 50 y 120 cm en su estado adulto. 
Su morfología varía según las condiciones del suelo, la competencia y la disponibilidad de luz. El tronco es ortotrópico, monopodial y con crecimiento rítmico indefinido. Las ramas están dispuestas en verticilos, más o menos en el mismo plano. Sus hojas, las acículas, son de color verde oscuro, simples, alternas, espirales, lineales a lanceoladas, coriáceas, con extremos muy puntiagudos, alcanzando 6 cm de largo y 1 cm de ancho. La corteza exterior tiene un color parduzco, es resistente, áspera, rugosa, desprendiéndose en láminas desde la parte superior del eje; mientras que la corteza interna es resinosa, blanquecina, de color rosado.

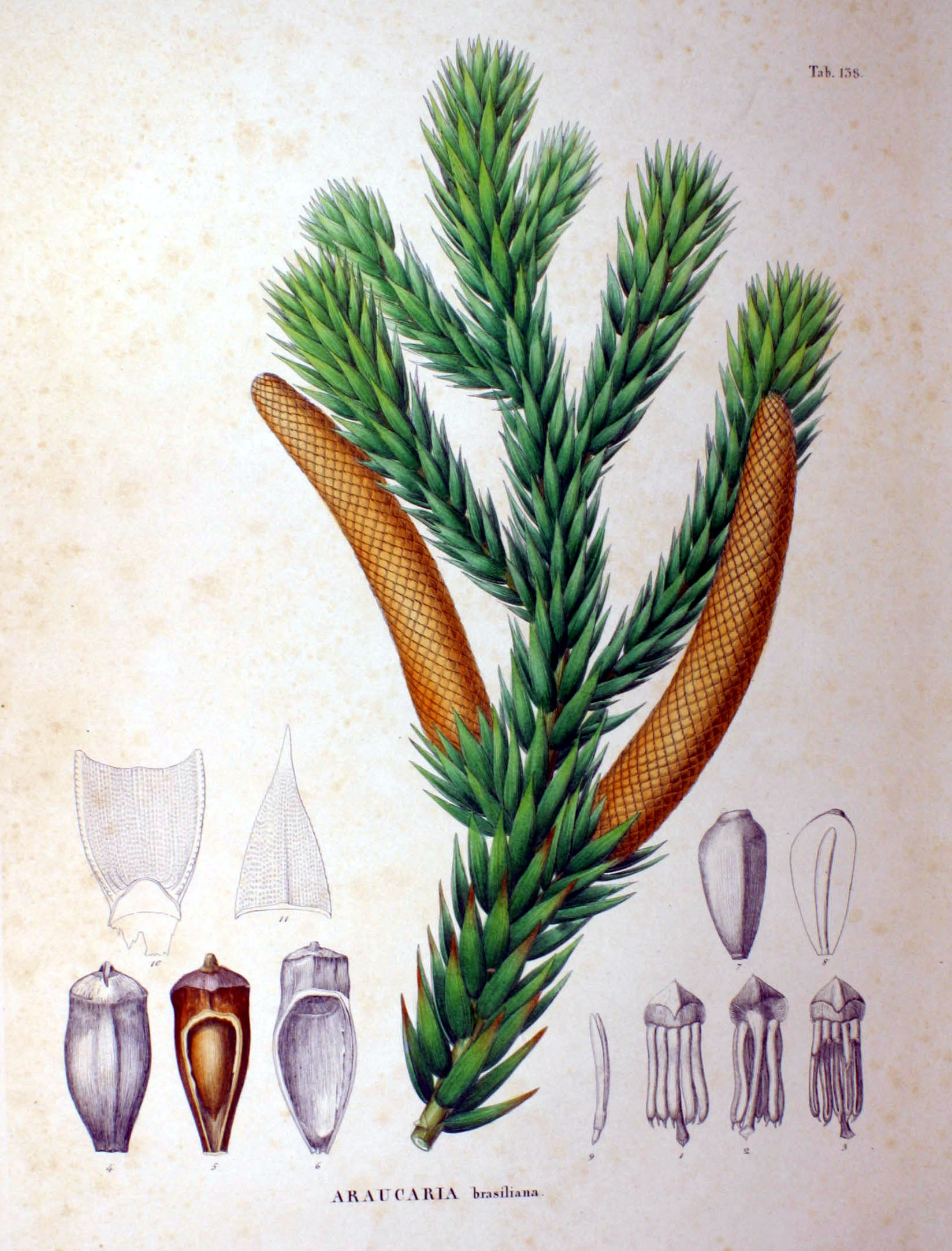
Descripción anatómica de partes de la Araucaria angustifolia por Siebold & Zuccarini, en Flora Japonica, 1870.

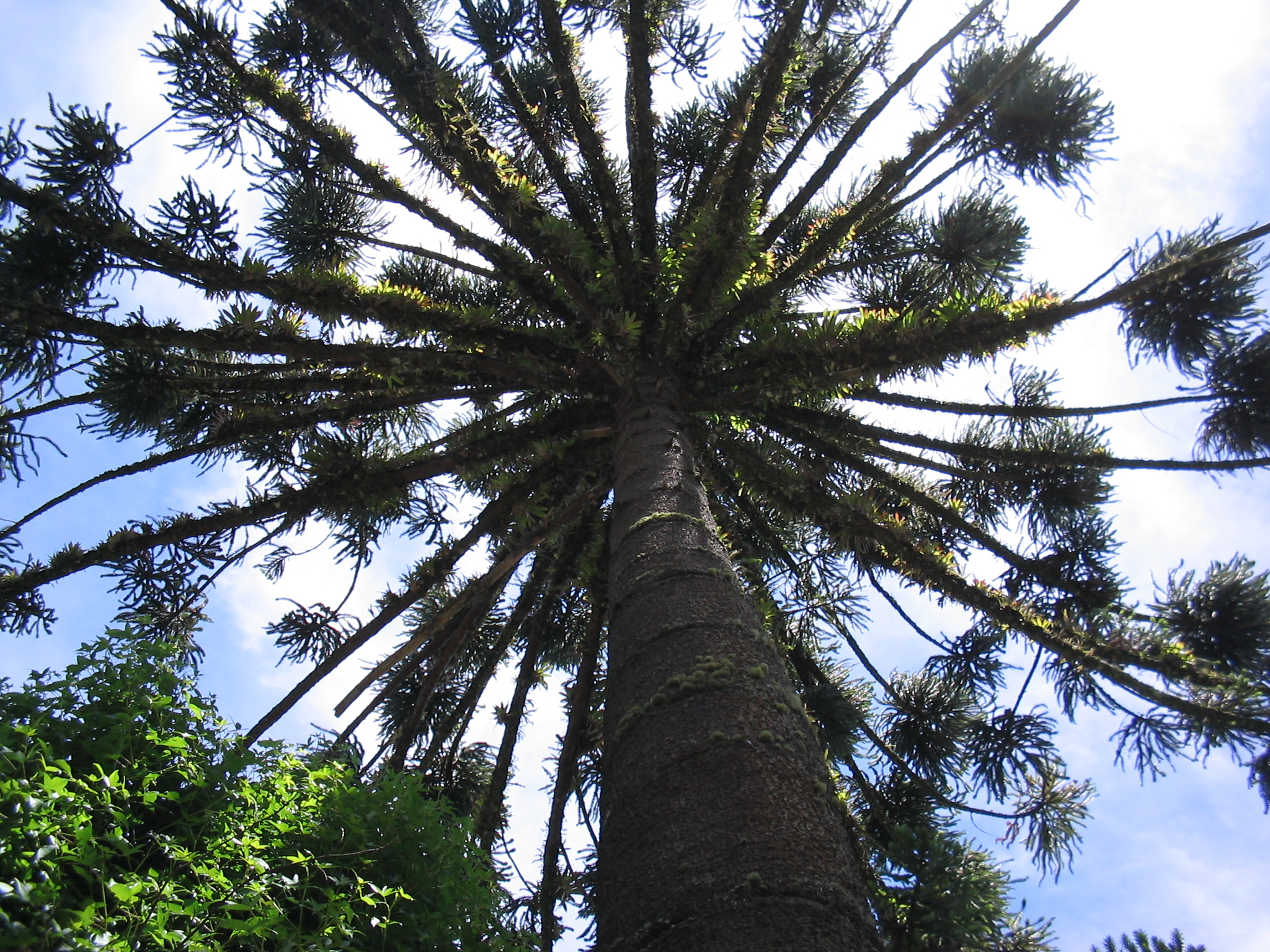
Detalle de la disposición radial de la copa.

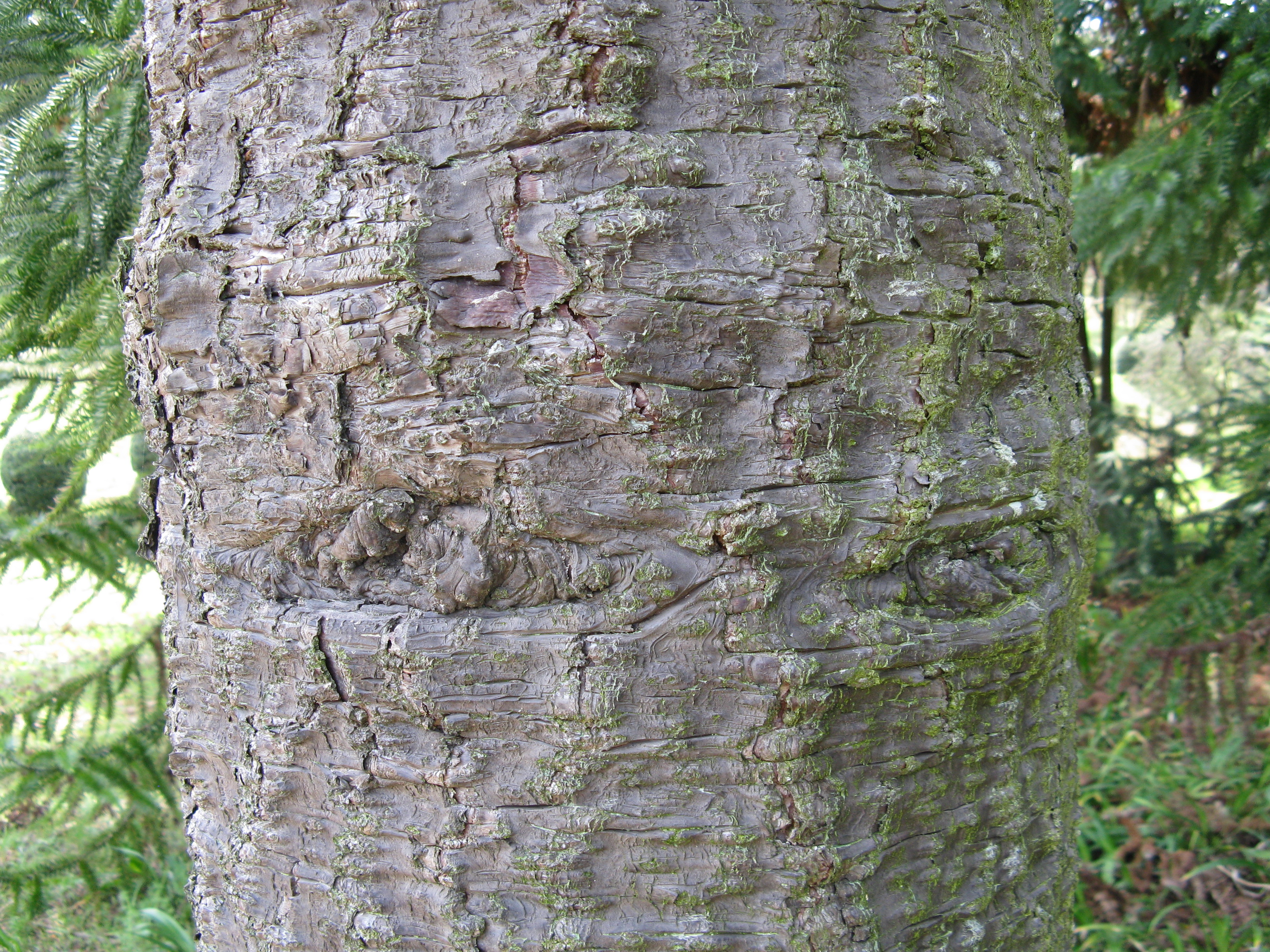
Detalle del tronco, con la corteza rugosa típica.

## Reproducción y crecimiento
Es una especie dioica, ocasionalmente con especímenes monoicos, es decir, con ambos sexos. Su reproducción se realiza por semillas. La reproducción vegetativa espontánea no se ha registrado entre los pinos del Paraná, pero es posible el injerto. Estadísticamente, el número de individuos masculinos y femeninos es igual, es decir, la proporción de sexos no difiere de la unidad. Los conos masculinos (polen) son oblongos, de 6 cm de largo al principio, expandiéndose a 10–18 cm de largo por 15–25 mm de ancho en la liberación de polen. Los conos femeninos (semillas), que maduran en otoño unos 18 meses después de la polinización, son globosos, grandes, de 18–25 cm de diámetro y contienen alrededor de 100–150 semillas. Es anemófila, lo que significa que depende del viento para la polinización de sus flores y la posterior generación de nuevas semillas.
Los conos maduros caen de las ramas entre mayo y agosto. La diseminación complementaria ocurre a través de animales, que se alimentan de ellos y los transportan a otros lugares. El árbol da sus primeros conos a los 12 a 15 años de edad, cuando se planta, pero en la naturaleza solo comienza a reproducirse a los 20 años. Un árbol promedio produce alrededor de 40 conos al año, pudiendo llegar hasta 200.

## Taxonomía
Araucaria angustifolia fue descrita por (Bertol.) Kuntze y publicado en Revisio Generum Plantarum 3(3): 375. 1898.
Etimología
Araucaria: nombre genérico geográfico que alude a su localización en Arauco.
angustifolia: epíteto latíno que significa "con hojas estrechas".
Sinonimia
- Araucaria brasiliana A.Rich.
- Araucaria brasiliana var. gracilis Carrière
- Araucaria brasiliana var. ridolfiana (Pi.Savi) Gordon
- Araucaria brasiliana var. saviana (Parl.) Parl.
- Araucaria brasiliensis Loudon
- Araucaria brasiliensis A. Rich.
- Araucaria brasiliensis var. saviana (Parl.) Parl.
- Araucaria dioica (Vell.) Stellfeld
- Araucaria elegans Carrière
- Araucaria ridolfiana Pi.Savi
- Ejemplar en Sierra de Ríos, Uruguay.Araucaria saviana Parl.
- Columbea angustifolia Bertol.

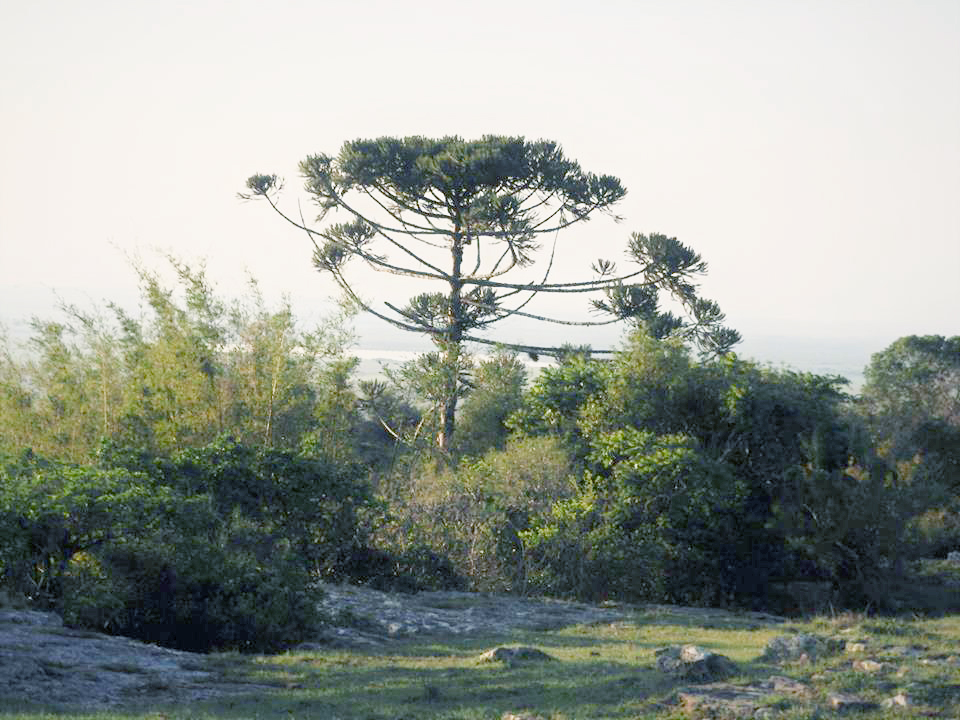
Ejemplar en Sierra de Ríos, Uruguay.

- Columbea brasiliana (A.Rich.) Carrière
- Columbea brasiliana var. elegans Carrière
- Columbea brasiliana var. ridolfiana (Pi.Savi) Carrière
- Columbea brasiliensis var. ridolfina (Pi. Savi) Carrière
- Pinus dioica Vell.[6][7]

## Importancia económica y cultural
Es símbolo del estado brasileño de Paraná y su capital la ciudad de Curitiba, así como de São Carlos en el estado de São Paulo y de la ciudad de San Pedro en Misiones, Argentina.
Sus semillas eran importantes en la alimentación de los indígenas, y aún hoy son usadas en muchas recetas. Miden de 3 a 7 cm de largo y su diámetro oscila entre 1,5 y 2,6 cm. Las piñas o conos femeninos pesan varios kilogramos y pueden llegar a tener un diámetro de cerca de 30 cm, produciendo cada cono entre 20 y 120 semillas.
Las ramas secas de la araucaria tienen un alto valor energético y pueden utilizarse para la producción de pellas de biomasa como biocombustible.

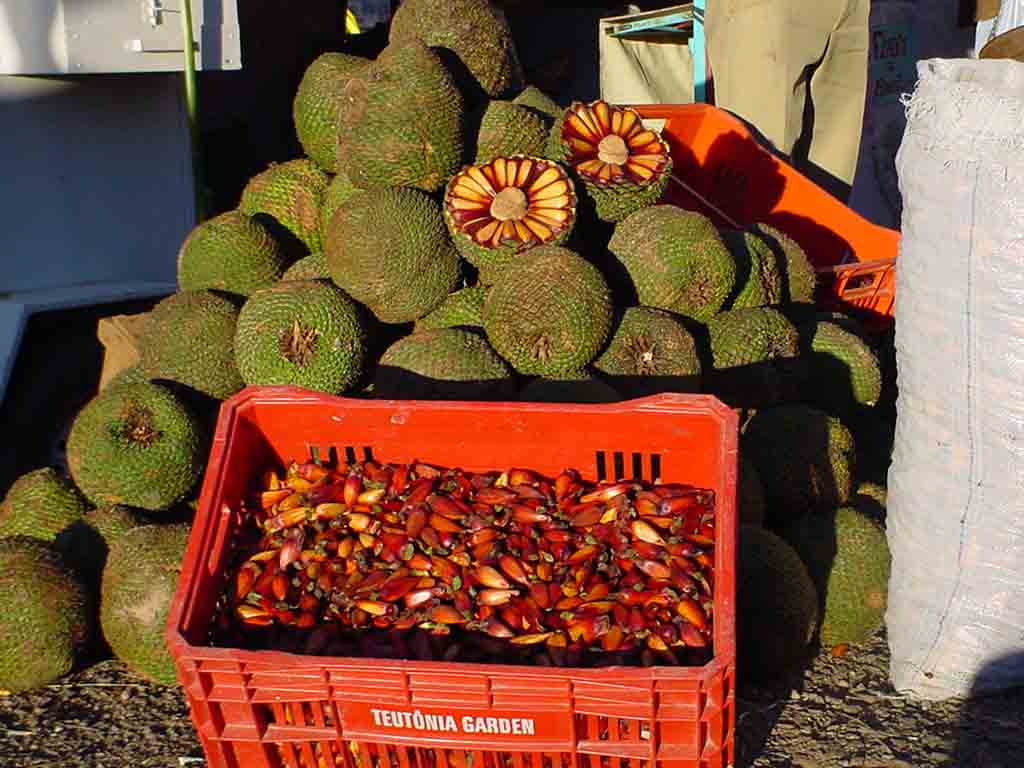
Piñas y semillas (piñones).

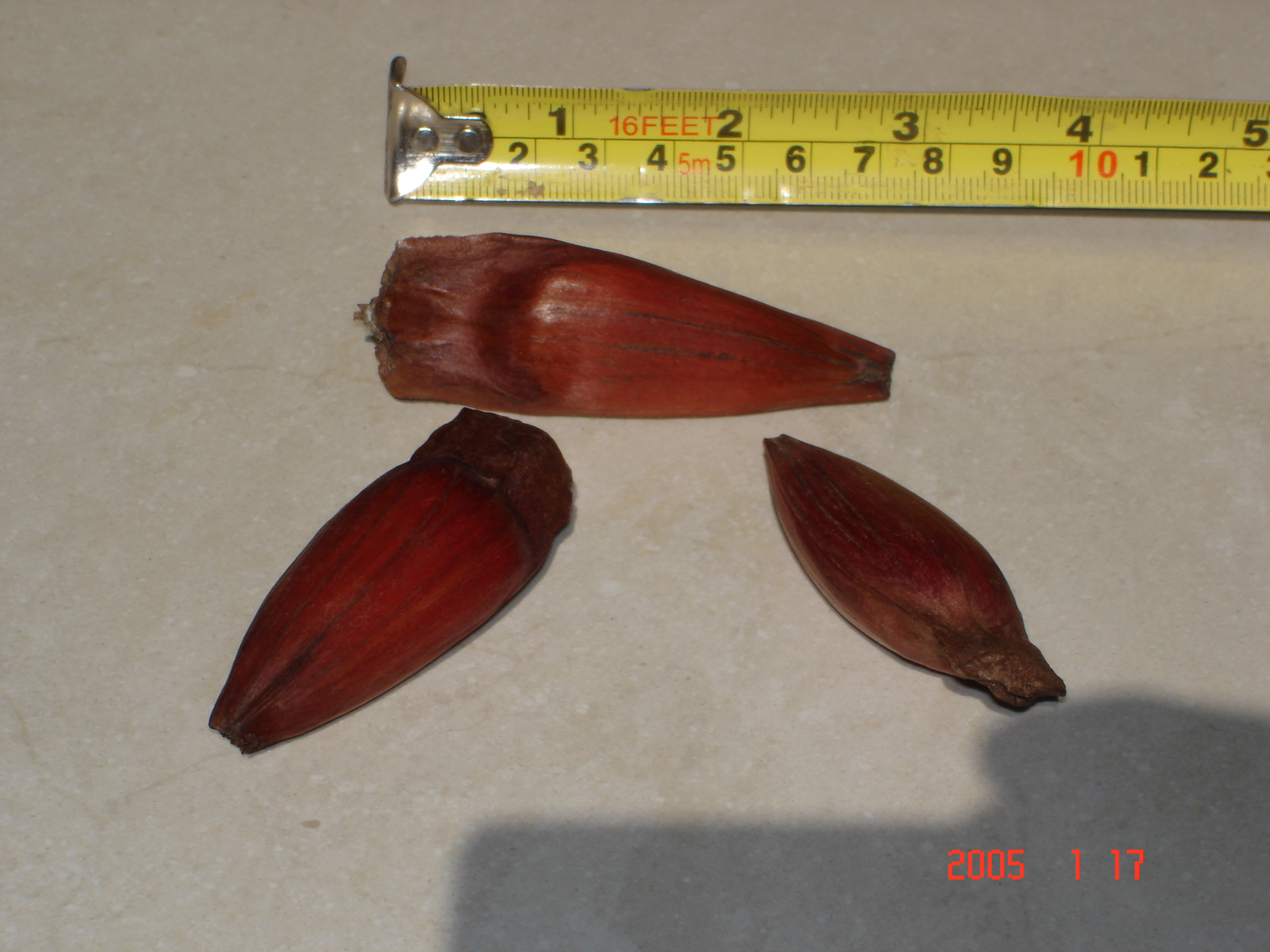
Piñón del pino Paraná.

En los árboles caídos prospera un gusano llamado koro que también es excelente alimento para las poblaciones autóctonas.
Este gran árbol dio uno de los nombres alternativos a la región misionera de La Guayrá: La Pinería. Por otra parte, el nombre de la ciudad de Curitiba, significa en su lengua vernácula indígena "bosque de curís".

## Conservación
Según un estudio, ha perdido aproximadamente el 97% de su hábitat debido a la tala, la agricultura y la silvicultura en el siglo pasado. Las personas también se alimentan de las semillas, lo que puede reducir la propagación de la especie. Por lo tanto, la Unión Internacional para la Conservación de la Naturaleza la clasificó como "vulnerable" en 1998 y "en peligro crítico" en 2008.

## Protección legal
La Araucaria angustifolia fue declarada monumento natural de la provincia de Misiones en Argentina mediante la ley n.º 2380 sancionada el 24 de octubre de 1986.